# Kosovska Kamenica
Kosovska Kamenica (alb. Kamenicë) je gradić u najistočnijem dijelu Kosova.
U selu Rubovci u Kosovskoj Kamenici rođen je kosovski albanski političar i visoki dužnosnik Azem Vllasi.